# 迈讷
迈讷是德国下萨克森州的一个市镇。总面积38.73平方公里，总人口8193人，其中男性4020人，女性4173人（2011年12月31日），人口密度212人/平方公里。